# Polyrhachis basirufa
Polyrhachis basirufa är en myrart som beskrevs av Carlo Emery 1900. Polyrhachis basirufa ingår i släktet Polyrhachis och familjen myror. Inga underarter finns listade i Catalogue of Life.